# ديمتريو لاكاس
ديمتريو لاكاس Demetrio B. Lakas (ولد في أغسطس 1925 في مدينة كولون – ومات في نوفمبر 1999) رئيس سابق لجمهورية بنما من 19 ديسمبر 1969 حتى 11 أكتوبر 1978.
تخرج من جامعة تكساس للتكنولوجيا في عام 1963. شغل منصب مدير صندوق الضمان الاجتماعي حتى عام 1969. عينه الجنرال عمر توريخوس رئيسا للبلاد بعد عزله الرئيس حينها خوسيه ماريا بينيا، بعد وقت قصير من محاولة انقلاب.

## روابط خارجية
- ديمتريو لاكاس على موقع مونزينجر (الألمانية)